# Hergolding
Hergolding (früher: Hergenting) ist nach Bevölkerungsanzahl der kleinste Gemeindeteil der Gemeinde Vaterstetten im Landkreis Ebersberg, Bayern. Als einziger Gemeindeteil ist es kein Pfarr- oder Kirchdorf, da es über keine eigene Kirche verfügt.

## Lage
Das Dorf liegt zentral in der Gemeinde Vaterstetten, deren geografischer Mittelpunkt in Hergolding verortet wird. Durch Hergolding verläuft die Parsdorfer Straße, die als Gemeindeverbindungsstraße Parsdorf und Baldham-Dorf verbindet; unweit südlich von Hergolding verläuft die Kreisstraße EBE 4, die Weißenfeld und Wolfesing verbindet. Östlich von Hergolding befindet sich das Waldgebiet Parsdorfer Hart.

## Geschichte
Das Dorf Hergolding geht auf ein um das Jahr 1000 von Herzog Heinrich IV. angelegtes Landgut zurück, das den Namen predium maius Wizzinvelt (lateinisch für „Groß-Weißenfeld“) trug. Später wurde daraus die Schwaige Hergolding, die bis zur Säkularisation im Jahr 1810 zum Kloster Ebersberg gehörte. Die spätere Eigentümerfamilie Holly errichtete im 19. Jahrhundert das bis heute bestehende Brennereigebäude.
Im Jahr 1926 erwarb der jüdische Kaufhausbesitzer Ernst Landauer aus Augsburg das 320 Hektar große Gut. Im NS-Staat wurde er 1934 gezwungen, es für 360.000 Reichsmark an die Bayerische Bauernsiedlung GmbH München zu verkaufen (obwohl es ein anderes, höheres Kaufangebot gegeben hätte) und nach London ins Exil zu gehen. Die Bayerische Bauernsiedlung verteilte zwischen 1935 und 1937 an 13 Familien „arischer Abstammung“ mit Kindern sogenannte „Bauernscheine“, die zum Aufbau einer eigenen Hofstelle berechtigten. Drei Höfe wurden im vorhandenen Gutsgebäude errichtet, die übrigen zehn wurden von dem Baumeister Max Ostermair neu gebaut. Außerdem wurden drei Höfe in Baldham (davon einer in Baldham-Dorf) errichtet. Die Familien stammten aus verschiedenen Gegenden Süddeutschlands. Die Brennerei kam 1937 durch Gründung einer Genossenschaft in das Eigentum der Neusiedler.
Nach dem Zweiten Weltkrieg kehrte Landauer im Jahr 1949 aus dem Exil zurück nach Deutschland und konnte 1960 den Differenzbetrag zu dem höheren Kaufangebot einklagen. Er erhielt 60.000 DM von der Bayerischen Landessiedlung (ehemals Bauernsiedlung) sowie in Raten 30.000 DM von den Hergoldinger Hofbesitzern.
Der Hergoldinger Franz Hollweck (* 28. Oktober 1898 in Söldenau, † 21. September 1990 in Hergolding) war von 1948 bis 1972 der erste frei gewählte Bürgermeister der Gemeinde Parsdorf. Im Jahr 1973 wurde er zum Ehrenbürger ernannt, außerdem wurde nach ihm in Parsdorf die Bürgermeister-Hollweck-Straße benannt. Auch die späteren Bürgermeister Hermann Bichlmaier und Leonhard Spitzauer stammten aus diesem Gemeindeteil.
Während zur Zeit der Schwaige Hergolding ausschließlich Milchviehhaltung betrieben wurde, gab es im Jahr 2021 nur noch zwei Betriebe mit Tierhaltung. Das Brennereigebäude, das sich weiterhin in Genossenschaftsbesitz befand, wurde nach dem Ende des Branntweinmonopols ab dem Jahr 2014 entkernt und für eine Wohn- und Gewerbenutzung umgebaut.